# Šéfredaktor
Šéfredaktor je osoba zodpovědná za týmovou práci redakce časopisu, novin a jiných masmédií. Řídí redakční tým, schvaluje články k publikaci a realizuje různé nápady redaktorů.
U akademických časopisů šéfredaktor rozhoduje – na základě obdržených informací od recenzentů – zda bude předložený rukopis zveřejněn v časopise jako článek. Recenzenti jsou obvykle vybíráni šéfredaktorem na základě jejich odborných znalostí.

## Šéfredaktoři českých médií
Aktualizováno 21. listopadu 2018.
- NaFilmu.cz – Martin Pevný
- Blesk – Radek Lain
- Mladá fronta DNES – Jaroslav Plesl
- Zpravodajství České televize – Petr Mrzena
- Sportovní redakce České televize – Michal Dusík
- Radiožurnál – Ondřej Suchan
- Zdravotnické noviny – Jan Kulhavý
- Respekt – Erik Tabery
- Lidové noviny – Ištván Léko
- Hospodářské noviny – Jaroslav Mašek
- Reflex – Marek Stoniš
- Právo – Zdeněk Porybný
- Katolický týdeník – Kateřina Koubová
- Královéhradecké noviny – Iveta Berit Šalounová
- Haló noviny – Petr Kojzar
- E15 – Tereza Zavadilová
- Sport – Lukáš Tomek
- Treking.cz – Ota Brandos
- Horydoly.cz – Jakub Turek
- Lezec.cz – Jiří Sika
- Raft.cz – Petr Ptáček
- Propamatky.cz – Jan Štěpánek
- Hasičské noviny – Miroslav Brát
- Seznam.cz – Jiří Kubík
- IZS Magazín – Karel Suchý